# タナカノリユキ
タナカ ノリユキ（1959年 - ）は、日本のアーティスト、クリエイティブディレクター、アートディレクター、映像ディレクター。タナカノリユキアクティビティ代表。ユニクロのクリエイティブディレクターとしても有名。

## 来歴
東京都立三鷹高等学校、東京芸術大学美術学部デザイン科を経て、1985年東京芸術大学大学院美術研究科修士課程修了。グラフィック、ドローイング、映像、パフォーマンス、インスタレーション、空間・環境造形など、様々なビジュアル表現を駆使して活躍する。80年代後半から、国内外での個展、グループ展、プロジェクト、レクチャー、知覚心理学者とのコラボレーションワークなどのアートワークとともに、インタラクティブアート、サイエンスミュージアムの開発、設計、プロダクト、空間のデザイン。MV、CMのディレクション、パフォーマンスの演出。広告、CI、ブランド、商品開発、文化関連事業などのアートディレクション、クリエイティブディレクションなどその活動は多岐にわたる。

## 人物
- 三鷹高校時代は、本気でサッカー選手になることを願っていた。サッカーの腕前はかなりのもので、アマチュア サッカー・チームに所属していた。

## 経歴
東京都立三鷹高等学校を経て、1983年、東京芸術大学卒業。1985年、東京芸術大学大学院美術研究科修了。
東京芸術大学大学院在学中に第5回日本グラフィック展奨励賞、第2回JACA展特別賞（1984）を受賞したのを皮切りに、日比野克彦らと共にグラフィックアートの「芸大旋風」を巻き起こした。1985年、第3回JACA展グランプリ。東京芸術大学修了制作買い上げ賞（1985）、日本グラフィック展年間作家新人賞（1987）、DDA賞（1988）、東京ADC賞（1989）などを次々と受賞し、早くからデザイン・グラフィック界でのトップランナーとして活躍。
1984年、20世紀を代表する現代美術家/社会活動家のヨーゼフ・ボイスの初来日の際に、「ボイスと学生の対話集会」を芸大で開催。このイベントは学生有志（芸大、武蔵美）によって実現され、その企画運営に実行委員として携わる。
1986年、輸送用コンテナを各アーティストのギャラリーにして移動するプロジェクト「竹芝コンテナプロジェクト」を試みる。
1987年、オーストラリアのサンデー砂漠にて、ジミー・パイク/アボリジニーのアーティストと共同生活をし、作品を発表。キースへリングと出会う。キースへリングSwatchDesignの発表展示会場の壁画制作。
1989年から、初の個展「GOKAN-都市の深層」をINAXギャラリー2とギンザ・グラフィック・ギャラリーの2会場をつないで同時開催する。GOKANプロジェクトの一環として「ArtToday’89」（高輪美術館、軽井沢・長野）に出品。ギャラリー、美術館を超えて「Club La Fiesta」（東京）や「Gas Panic」（東京）などのクラブに常設展示するなど、アートの概念の拡大を試みる。
アーティストとして国内外の美術館、ギャラリーで個展、グループ展、プロジェクト、レクチャー、文化関連公共事業でのプロジェクトやパブリックアートを数多く発表、創作する。
1990年、個展「GOKAN-蜘蛛の糸」（ハイネケン・ビレッジ、東京）。GOKANプロジェクトを海外でも展開し、4Gats Galerie d’Art （パルマ・デ・マジョルカ）、Galeria Ferran Gano（バルセロナ）で個展を開催、またグループ展「Japanese Art Scene 1990」（エアポート・ギャラリー、フランクフルト）にも出品する。
1991年、日比野克彦、関口敦仁、タナカノリユキの3人による「X-Derpartment」展を開催。
1992年、札幌のサッポロファクトリーにて、旧工場部品で制作したサルベージ・アートをコミッションワークとして設置。
1992年、知覚心理学者の下條信輔とアート&サイエンスのプロジェクトを始める。
1993年、「現実の条件/Explore Reality」展（東京デザインセンター・東京）を開催。月刊「プレイボーイ」誌上にて、生命科学者との対談シリーズ「アート&サイエンス」を連載する。また、下條信輔（知覚心理学者/カリフォルニア工科大学教授）との共同開発によるコミッションワークを科学技術館やカンサスシティ・サイエンス・ミュージアムなど、国内外5ケ所のサイエンスミュージアムに設計、設置する。
1994年、ピーター・グリーナウェイ監督の「グリーナウェイの枕草子」の映画美術を手掛ける。以後、映像ディレクタ－として、金沢21世紀美術館などの展示映像や数多くのミュージシャンのミュージックビデオ、VJ、ライブ映像のディレクションをおこなう。
1995年、初の写真作品による個展「The Art of Clear Light (パルコギャラリー、東京）を開催。写真集『The Art of Clear Light 』出版。
1997年、日本人の盲目のアスリートを起用したTV- CM などのNIKEのJust do it. キャンペーンを日本人で初めてディレクションし、国内外で数々の賞を受賞し話題となる。また、このCMをきっかけにパラリンピックが幅広く知られ、オリンピック代表とユニホームが統一されるなど社会的変革の契機にもなった。以後、アーティスト活動とともに広告を手掛けるようになる。
1997年から2011年まで下條信輔と共同監修による「未来身体」をテーマにしたアート&サイエンス・ワークショップ「ルネッサンスジェネレーション」を毎年開催。2011年、対論集『サバイバルマインド』（筑摩書房）を出版。
1999年から2007年までユニクロのクリエイティブディレクターを歴任。東証一部上場（売上高一千億円）から関わり、数々のヒット広告や話題のマーケティング戦略で売り上げの急成長とブランドイメージの向上と発展に貢献。また、アートディレクタ－、ディレクタ－としても活躍。ユニクロのフリースCMシリーズは、のちにユニクロ手法と名が付いたほど、それは広告業界内外問わずあまりにも有名である。当時2～3万枚売れればヒットと言われたフリースで、2000年には2600万枚という驚異的セールスを樹立し、社会現象ともいえるフリースブームを作る。以後、広告、TV-CMはもちろんの事、ブランディング、経営戦略、CI、商品及び店舗開発、海外進出戦略やグローバル・クリエイティブなどにも携わり、ユニクロのブランドを確立させた。
2006年から2011年までソニー・エリクソンのクリエイティブディレクターとして、すべてのキャンペーンを手掛ける。沢尻エリカの100変化や小栗旬の遺伝子が組変わるキャラクターなど、ソニー・エリクソンブランドが持つ先進性に特化したディレクションと出演者（キャスト）の新しいキャラクターイメージを創出するクリエイティブで広告以上の多大なるBUZZ効果ももたらした。そして、その斬新な広告クリエイティブは出演者（キャスト）自身のブランドさえも押し上げ信頼を獲得している。
2009年、Space For Your Future 「アートとデザインの遺伝子を組み替える」展（東京都現代美術館）に「100 ERIKAS」を出品。その作品がオーストリアのNew Ars ElectronicaCenterのメインロビーに常設設置される。
2007年から資生堂マキアージュやアクアレーベルなど国内ブランドのクリエイティブディレクション、CMの演出。2010年、上海美術館での資生堂企業展「千姿美人」の総合演出。30周年記念、社会貢献事業の映像ディレクション。2013年、資生堂銀座ビル・オープニングイベント「J a p a n  O r i g i n a l   Beauty」の総合演出。
2012年から2014年、資生堂企業広告などを手掛ける。
2013年からグローバルSHISEIDOクリエイティブディレクターとしてグローバルブランディング及びブランドイメージの向上に貢献している。
2016年から2019年、POLAリンクルショットの広告キャンペーンシリーズのCMのディレクションを手掛ける。
2019年からユニクロのクリエイティブディレクターとして、グローバル・マーケティングの強化、育成に関わる。
その他、国内外の企業のCI.ブランディング、クリエイティブディレクションを数多く手掛ける。アートディレクター、ディレクターとしてSONY、IBM、HONDA、マツダ、PEPSI COLA、ゲータレード、クリスタルガイザー、の広告キャンペーンなど。
また、映像ディレクターとして、BRAHMAN、KEN・ISHII、MISIA、ゆず、DREAMS COME TRUE、など幅広い音楽シーンで数多くのミュージックビデオを手掛ける。
現在も自身のアートワークとともに、グラフィック、プロダクト、空間、環境のデザイン、建築の企画開発、パフォーマンスの演出、映像のディレクション、広告、CI・ブランド、商品開発、文化関連事業などのアートディレクション、クリエイティブディレクションなど幅広く国際的に活躍中である。

## 作品

### 主な広告/CM
- ユニクロ （1999、2000、2001、2002、2003、2004、2005、2006、2007、2019、2020）
- NIKE  POLAリンクルショット （2016、2017）
- POLAホワイトショット （2018、2019）
- 資生堂企業CM （2014）
- マキアージュ （2007、2008、2009、2014）
- ホワイトルーセント （2011、2012、2013、2014）
- アルティミューン （2013、2014）
- アクアレーベル （2011、2012、2013、2014、2015）
- SONY ERICSSON （2006、2007、2008、2009、2010、2011）
- PEPSI COLA
- クリスタルガイザー
- ポカリスエット
- コカコーラZERO
- SONY
- PANASONIC
- インフォバー
- HONDA
- MAZDA
- L’ Arc～en～Ciel

### CI
- デジタルハーツ
- g.u.
- アリストンホテル
- HITOWA
- オートアライアンス
- FINE PIECE
- genten
- ビーミーニー
- 志賀高原ビール
- バレルエイジド山伏ビール

### MV
- BRAHMAN 「ARIVAL TIME」 「BASIS」「PLASTIC SMILE」「THE VOID」「CAUSATION」「Silent day」「ROOTS OF TREE」「賽の河原」「初期衝動」「天馬空を行く」
- DREAMS COME TRUE 「SNOW DANCE」
- MISIA 「眠れぬ夜は君のせい」「名前のない空を見上げて」「逢いたくていま」
- ゆず 「栄光の架橋」 「春風 meets 葉加瀬太郎」
- JASMINE 「sad to say」「NO MORE」「THIS IS NOT A GAME」「JEALOUS」「DREAMIN'」「ONE」「ONLY YOU」
- BONNIE PINK 「Sleeping Child」「金魚」
- HALCALI 「ストロベリーチップス」「タナカ違いMix」
- sugar soul 「respect your self」
- DOPING PANDA 「beautiful survivor」
- COLDFEET 「FLAVORS」

### 展覧会
- 「100ERIKAS」（New Ars Electronica Center 2009年）
- 「100ERIKAS」（東京都現代美術館 2007年）
- 「OUT OF DESIGN」（ギンザ・グラフィック・ギャラリー 2002年）
- 「LIVIN’99」（ベネッセ・コミュニケーションギャラリー 1999年）
- 「FOREST（フォレスト）」（科学技術館リニューアルプロジェクト 1996年）
- 「Art & Science [Explore Reality] アート&サイエンス（現実の条件）」（1992、1993、1995年）
- X-Department（1991年）  GOKAN Project
- 「 Art Today ‘89 」 （高輪美術館 軽井沢・長野1990年）
- GOKAN-蜘蛛の糸（ハイネケン・ビレッジ、東京）
- 4Gats Galerie d’Art（パルマ・デ・マジョルカ）
- Galeria Ferran Gano（バルセロナ）
- 「Japanese Art Scene 1990」（エアポート・ギャラリー、フランクフルト）
- GOKAN Project （五感/互換プロジェクト）
- 「GOKAN-都市の深層」（INAXギャラリー、ギンザ・グラフィック・ギャラリー 1989年）（Club la Fiesta 東京）（Gas Panic 東京）

### 著書 作品集
- 「タナカノリユキの仕事と周辺」（六耀社）
- 「EXPLORE REALITY」（光琳社出版）
- 「PAGES」（光琳社出版）
- 「LAST DECADE」（用美社）
- 「The Art of Clear Light」（デジタローグ / 風雅書房）
- 「INSPIRATION OF NORIYUKI TANAKA 」（デジタローグ）
- 「ggg Books」（ギンザ・グラフィック・ギャラリー）
- 「100+1 ERIKAS」（ 朝日出版社）
- 「サバイバル・マインド」（筑摩書房）

## 主な受賞歴
- 1984 第5回日本グラフィック展奨励賞、第2回JACA展特別賞
- 1985 第3回JACA展グランプリ、東京芸術大学修了制作買い上げ賞
- 1987 日本グラフィック展年間作家新人賞
- 1988 DDA優秀賞
- 1989 東京ADC賞
- 1992 TDC会員賞銀賞
- 1994 第4回世界ポスタートリエンナーレ・トヤマ銅賞
- 1996 DDA通産大臣賞、DDA優秀賞
- 1998 アジアンパシフィック広告賞CF部門金賞、プリント部門銀賞、ACC賞
- 1999 NY ADC Distinctive Merit
- 2000 東京ADC賞、フジサンケイ広告大賞制作者賞、朝日広告賞
- 2001 東京ADC賞、TCC賞
- 2002 ACC賞銅賞、NY ADC Distinctive Merit
- 2003 ACC賞銅賞
- 2004 ACC賞銀賞

ADC会員
TDC会員
朝日広告賞審査委員
グッドデザイン賞審査委員
ベストデビュタント賞審査委員長など。

## 出演
- 熱中ホビー百科「我楽多（がらくた）アートスクール」（1998年、NHK教育テレビ） - 講師